# Адон Виенски
Адон Виенски (на латински: Ado Viennensis; * 799, Шампан, † 16 декември 875) е от 860 г. архиепископ на Виен в Лотарингия, историк от 9 век, хронист, деятел от Каролингския Ренесанс и Светия на Римокатолическата църква.

## Религиозна дейност
Той е бенедиктински монах и е обучаван в абатството във Фериер, от 860 г. е архиепископ на Виен. Той пише хрониката „Chronicon de sex aetatibus mundi“, главен източник за историята на франкските крале.
Като архиепископ на Виен той има важна позиция. Крал Лотар II го изпраща като посланик при папа Николай I.